# Kaiserreich: Legacy of the Weltkrieg
Kaiserreich: Legacy of the Weltkrieg, более известна как Kaiserreich (читается «Кайзеррайх» или «Кайзеррейх») — одна из крупнейших модификаций компьютерной игры Hearts of Iron IV, самая популярная модификация игры в жанре альтернативной истории. Мод отвечает на поставленный его разработчиками вопрос: «Что, если бы Германия выиграла Первую мировую войну?». Он представляет мир, в котором Центральные державы одержали победу в данной войне.

## Описание
Мод переносит игрока в 1936 год, в котором игрок оказывается в мире, в котором Германия и её союзники победили в Вельткриге (называемая в моде Первая Мировая война). Вместо того, чтобы использовать идею победы Германии в мировой войне как основу для «фашистской фантазии», Kaiserreich использует её как средство увидеть мир несколько другим образом. Без краха Веймарской республики и разделения Италии условия, которые привели к возвышению сначала Бенито Муссолини, а затем Адольфа Гитлера, были устранены.
По словам команды Kaiserreich, мир мода наполнен пороховыми бочками и конфликтами, ожидающими начала. Это означает, что независимо от того, какую часть мира игрок решит исследовать, как правило, будет что-то, что привлечёт его внимание.
Во вселенной Kaiserreich безраздельно властвует Германская империя как бесспорный гегемон в Центральной и Восточной Европе, за которым следует ряд восточных клиентских государств (такие как Украина, Литва и Белоруссия) . Австро-Венгрия, другая крупная победившая держава, осталась нетронутой и развивает свой вариант федерализма. Вместо того, чтобы смотреть вовне, владения Габсбургов в самом начале игры должны пройти крупный процесс укрепления, возглавляемый либо левоцентристами, либо правоцентристами.
На западе Великобритания и Франция пали в результате рабочих революций, и теперь коммунистические правительства заседают в Лондоне (с 1925 года) и Париже (с 1920 года). Политический и военный союз этих двух стран известен как Третий интернационал. Идеологией обоих государств стал синдикализм. Таким образом, красная угроза поднимается в Западной Европе, а не на Востоке.
Франция также состоит в союзе с Социалистической Республикой Италия, которая взяла под свой контроль север этой страны после того, как королевство Виктора Эммануила распалось после войны. Бывшие правительства Великобритании, Франции и Италии бежали в Канаду, Алжир и на Сардинию соответственно. Там располагается Антанта — третья крупная фракция в моде, которая ожидает момента хаоса, чтобы вернуть свои родные земли и восстановить то, что эти государства считают законной властью.
Османская империя доминирует на Ближнем Востоке, ослабленная Япония жаждет построить своё славное будущее, а огромная германская колониальная империя охватывает большую часть Африки и Восточной Азии. Германская империя управляет огромной африканской колонией Миттельафрика и является хозяином протекторатов Юго-Восточной и Восточной Азии, включая обширный китайский торговый конгломерат. Все эти государства связаны германским союзом взаимной обороны — Рейхспактом. Германия необычайно сильна, но при этом невероятно разделена географически. Она должна поддерживать статус-кво, чего бы это ни стоило, даже если это означает чрезмерную активность в отдалённых колониях.
Несмотря на победу в Первой мировой войне, к 1930-м годам бывшие Центральные державы ослабли и страдают от Великой депрессии. Проигравшие в Великой войне, а именно Великобритания и Франция, находятся в процессе подъёма и поэтому весьма могущественны. Благодаря «чёрному понедельнику» — обвалу фондового рынка в Германии — у выживших держав, таких как США, социалистическая Британия и России, появляется шанс вернуть своё былое величие.
Уйдя от реальной истории, разработчики поставили на руководящие должности различных деятелей реальной истории, таких как белый русский офицер Роман фон Унгерн-Штернберг, Вильгельм Франц Габсбург-Лотарингский из династии Габсбургов, американский демагог Хьюи Лонг, несостоявшийся фашистский лидер Освальд Мосли и маньчжурский военачальник Чжан Цзолинь.
Во вселенной Kaiserreich практически в каждом регионе происходят второстепенные сражения — есть трёхсторонняя гражданская война в Испании; гражданская война в Америке, в которой участвует слишком много сторон и которая может втянуть в себя другие фракции; Арабо-персидская коалиция, образованная для победы над османами; Четвёртая балканская война; гражданская война в Аргентине; борьба за контроль над Индийским субконтинентом, возможность революций как во французской, так и в немецкой Африке, а также в немецком Индокитае. Вторая гражданская война в Америке привела к созданию христианско-фашистского американского союзного государства.
В Kaiserreich, как и во многих других модификациях, есть свои новые ветки фокусов стран. По сравнению с деревьями фокусов ванильной (оригинальной) игры деревья фокусов мода намного более «реактивны». Во время своевременных событий, таких как выборы или при посредничестве в мирных сделках, целые разделы фокусов заблокированы. Это подходит для более тематических разделов деревьев фокусов, поскольку игрок может начать исследовать экономические или исследовательские пути, пока происходят важные события. Kaiserreich также заменяет некоторые конкретные награды, предоставляемые деревьями фокусов, временными бонусами.
В Kaiserreich нет масштабных изменений, связанных с основной механикой Hearts of Iron IV, за исключением настройки дерева фокусов и каких-либо уникальных улучшений графики. Нет новых или разных технологий для исследования, боевая и тыловая системы остались без изменений, а дипломатия, экономика и шпионаж функционируют почти так же, как и в ванильной игре.
Kaiserreich переведён на несколько языков, что делает его доступным для игроков, не играющих на английском языке.

## Идеологии
- Синдикализм
- Радикальный социализм
- Тотализм
- Авторитарная демократия
- Патернализм (Патерналистская автократия)
- Национал-популизм
- Социал-консерватизм
- Рыночный либерализм
- Социал-либерализм
- Социал-демократия[12]

Самым важным отклонением от истории реального мира является подъём синдикализма, который является самой экспансивной идеологией модификации. В нём сочетаются образы заводов, рабочих и красного цвета, классическая марксистская теория и демократическое наследие Британии и Франции. В модификации присутствует кипящая угроза со стороны движения под названием «тотализм», которое привлекает многих настоящих фашистов XX века, таких как Освальд Мосли, которые, вместо того чтобы быть крайне правыми, являются сторонниками того, что по сути является массовым сталинизмом.

## Популярность
Одним из верных признаков успеха мода является то, что его популярность побудила Paradox Interactive в ванильной версии Hearts of Iron IV предоставить нацистской Германии дополнительный путь, позволяющий игроку силой изгнать нацистов и установить военную хунту, которая, в свою очередь, возвращает свергнутого кайзера Вильгельма II из ссылки.

## Сообщество
У мода есть крупный сабреддит, на который подписано свыше 100 000 человек. В целом у Kaiserreich активное сообщество, мод имеет невероятно преданную фанатскую базу, многие из которых избегают ванильной игры и играют только в Kaiserreich, создавая различные фан-арты, художественную литературу и поток мемов.
Для своего комьюнити разработчики мода запустили магазин, где возможно приобрести мерч с логотипом Kaiserreich. Они планируют использовать его в качестве стартовой площадки для создания оригинальных анимированных короткометражек, действие которых происходит во вселенной мода. На данный момент магазин стал настоящим учреждением в сообществе Paradox Interactive. Команда модификации выпускает свои собственные кинематографические трейлеры.

## Критика
Джо Робинсон из PCGamesN пишет, что модификация превращает игру из обычной стратегии о Второй мировой войне в идеальную стратегическую песочницу. Так, разработчики предусмотрели детализированную предысторию геймплея, начиная с точки отсчёта до 1936 года, а сеттинг игры включает в себя множество локальных конфликтов. Обозреватель сравнил Kaiserreich с «хорошо написанным фильмом о войне с идеальным темпом, с блестящей сценой, нарастающей дугой напряжения и взрывным кульминационным финалом». Робинсон раскритиковал деревья фокусов, считая их не идеальными, хотя они содержат много различных направлений, что требует от игрока тщательно обдуманных действий. Kaiserreich, в отличие от модов «Road to '56» и «Old World Blues», похож на ванильную версию игры. Главное преимущество этого мода, по мнению Робинсона, заключается в предложении «знакомого, правдоподобного сеттинга, свободного от жёсткости истории».
Издание Wargamer подчеркнуло, что «глубоко богатый» мир мода создавался 14 лет и каждый аспект альтернативной истории был полностью раскрыт. Что касается графики, пользовательские модели и графика делают погружение в альтернативный мир ещё более реалистичным. Тимоти Борсилли высоко оценил работу разработчиков, отмечая, что они создали богатый и хорошо проработанный мир, который сохраняет историческую достоверность. Он также предложил рассматривать знания о мире Kaiserreich как хорошо проработанные и исторически возможные.
Марк Господарь из Game Rant отметил, что мод выводит альтернативную историю на новый уровень, предлагая обширный лор, прямо как в RPG. Сеттинг мода он охарактеризовал как «урок смены ролей».
Люк Планктетт из Kotaku написал, что моду удалось создать уникальный мир, где известные события и личности из реальной истории получают новые роли и характеристики. Он сравнил эту модификацию с оригинальной версией Hearts of Iron IV и заметил, что в Kaiserreich каждое изменение имеет значительные последствия, отражающиеся в объёмных новостных сводках. Планкетт подчеркнул, что разработчики продумали все возможные варианты развития событий для максимального погружения в игру.

## Комментарии
1. ↑  На смеси немецкого и английского языков: «Империя: наследие мировой войны», где под написанными по-немецки словами «империя» и «мировая война» подразумеваются Германская империя и Первая мировая война.